# Целибеев, Вадим Александрович
Вадим Александрович Целибеев (род. 8 декабря 1928, Нижний Новгород) — советский инженер-конструктор, радиотехник; лауреат Государственной премии СССР (1979).

## Биография
Родился 8 декабря 1928 года в Нижнем Новгороде. Окончил Горьковский политехнический институт имени А. А. Жданова.
С 1948 по 1989 год работал в Горьковском НИИ радиотехники: конструктор, инженер-конструктор, ведущий инженер, начальник отделения, начальник отдела.
Заместитель главного конструктора РЛС 5Н69 и РТК Э-801. Создатель высокотехнологичных конструкций мощных СВЧ устройств. Один из инициаторов и участников разработки и внедрения в серийное производство мощных электровакуумных приборов, применяемых в передающих устройствах РЛС.
Лауреат Государственной премии СССР (1979). Награждён орденом «Знак Почёта».